# Chongqing World Financial Center
Chongqing World Financial Center nebo Global Financial Building (čínsky znaky zjednodušené 环球金融中心, tradiční 環球金融中心) je nejvyšší mrakodrap ve městě Čchung-čching v Číně, ale v roce 2017 by jej měl nahradit Chongqing International Trade and Commerce Center. Je 339 m vysoký, má 79 pater a byl dokončen v roce 2014. Jeho podlahová plocha je 204 400 m². Architektem je C. Y. Lee a vlastníkem je Chongqing Worthy Land Corporation.